# 第84战斗机中队 (美国海军)

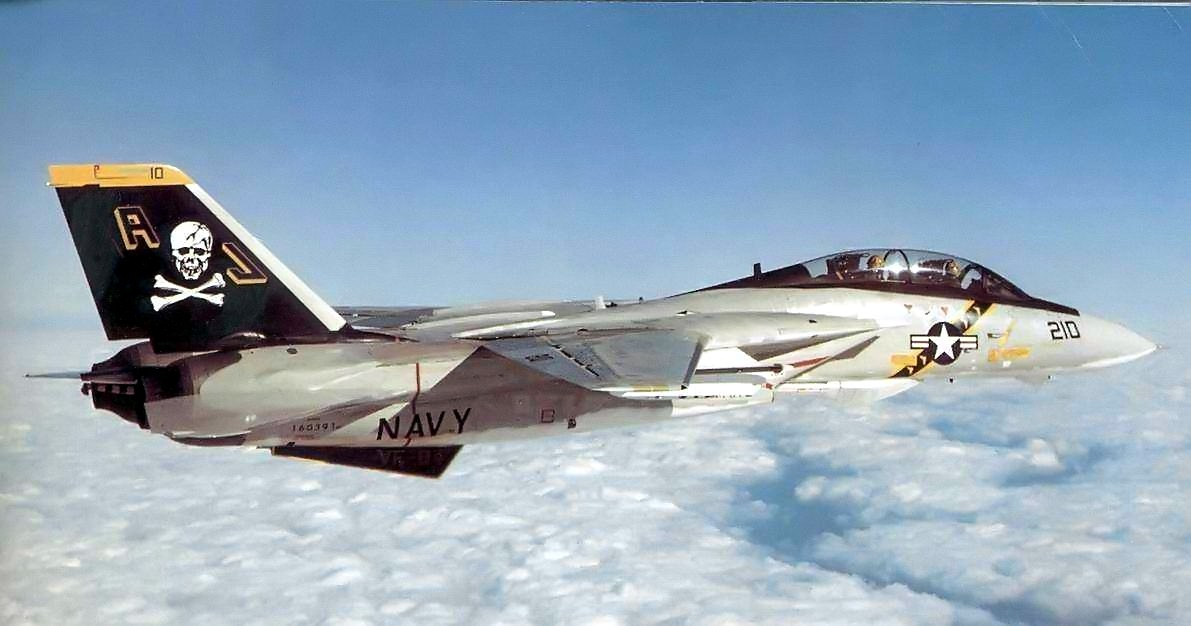
第84战斗机中队的F-14雄貓式戰鬥機。

第84战斗机中队（英語：Fighter Squadron 84, VF-84）是一支曾在1955至1995年間存在過的美国海军航空部隊。單位綽號海盗旗（Jolly Rogers，有時又譯為骷髅）的VF-84，駐紮地是位在維吉尼亞州的欧希安纳海军航空站（NAS Oceana）。

## VF-84登场的影视作品
- （Executive Decision）
- （The Final Countdown）

## 延伸閱讀
- Tony Holmes (2005). US Navy F-14 Tomcat Units of Operation Iraqi Freedom, Osprey Publishing Limited.
- Tom Blackburn, The Jolly Rogers (Orion Books, 1989)